# La zampa di scimmia
La zampa di scimmia (The Monkey's Paw), tradotto anche coi titoli La mano della scimmia e L'artiglio, è un racconto fantastico dell'orrore scritto da W. W. Jacobs e pubblicato per la prima volta nel settembre 1902 sulla rivista Harper's Monthly Magazine, venendo incluso nella raccolta The Lady of the Barge nello stesso anno. È considerato uno dei racconti più celebri dell'autore e il suo capolavoro macabro.
Il racconto è ispirato a una vasta tradizione popolare basata sul motivo dei tre desideri.

## Storia editoriale
La zampa di scimmia appartiene a un'antica tradizione di racconti popolari basati sul motivo dei tre desideri, presente in numerose versioni antecedenti, come la fiaba sanscrita Il tessitore a due teste, la storia araba Ali dal membro grande nelle Mille e una notte e la fiaba dei fratelli Grimm Il pescatore e sua moglie.
Jacobs rielaborò questi elementi nella sua versione più celebre, pubblicata per la prima volta nel settembre 1902 sulla rivista Harper's Monthly Magazine e inclusa nella raccolta The Lady of the Barge nello stesso anno.
Da allora, il racconto è stato ampiamente antologizzato: compare in oltre settanta raccolte di racconti horror e fantastici, diventando uno dei testi più ripubblicati nel genere.
In Italia, il racconto è stato tradotto con titoli quali La zampa di scimmia, La mano della scimmia e L'artiglio, pubblicato da case editrici come Einaudi, Sugar e Gialli Moderni.
Negli anni Duemila, sono state pubblicate nuove edizioni e ristampe in volumi scolastici e antologie di classici horror, confermando la perdurante popolarità del racconto.

## Trama
Il racconto è incentrato su un amuleto magico in grado di esaudire tre desideri: una zampa di scimmia. Il potere dell'amuleto è dovuto a un incantesimo di un vecchio fachiro che voleva dimostrare che non bisogna cercare di modificare il proprio destino.
I coniugi White, giunti in possesso dell'amuleto, esprimono il loro primo desiderio pur sapendo che il primo padrone dell'amuleto, dopo aver espresso i primi due desideri, si era suicidato. La loro richiesta è di ricevere duecento sterline. Il giorno dopo i coniugi ricevono la notizia della tragica morte del figlio. Si tratta di un incidente sul lavoro per cui riceveranno il risarcimento di duecento sterline. Tentando di porre rimedio al proprio errore i coniugi chiedono che il figlio torni in vita. Dopo aver sentito ripetuti colpi alla porta, la signora White, in un impeto di speranza, si slancia verso la stessa convinta che si tratti del figlio proveniente dal cimitero. Al signor White, dopo aver cercato di trattenere la moglie temendo un nuovo orrore causato dalla zampa (in particolare che il figlio ritorni sfregiato o sotto forma di morto vivente), non resta altra alternativa che utilizzare l'ultimo desiderio per annullare il secondo. Aperta la porta, la strada si presenta vuota, e la signora White si abbandona alla disperazione mentre il marito si sente rincuorato per averle risparmiato un ulteriore trauma. Sia i personaggi sia il lettore restano in una sospesa esitazione rispetto a ciò che possa essere davvero accaduto.

## Accoglienza e critica
Secondo Encyclopedia.com, il racconto è considerato il capolavoro macabro di Jacobs e ha ricevuto elogi dalla critica fin dalla prima pubblicazione.

## Adattamenti

### Cinema
- The Monkey's Paw (1923), regia di H. Manning Haynes – film horror muto britannico.[12]
- The Monkey's Paw (1933), regia di Wesley Ruggles e Ernest B. Schoedsack – film statunitense.[13]
- The Monkey's Paw (1948), regia di Norman Lee – film britannico.[14]
- La zampa di scimmia (The Monkey's Paw, 2013), regia di Brett Simmons – film statunitense.[15]
- Kagbeni (2008), regia di Bhusan Dahal – film nepalese liberamente ispirato al racconto.[16]

### Televisione e radio
- The Monkey's Paw – A Retelling, episodio trasmesso il 19 aprile 1965 nella terza stagione della serie L'ora di Hitchcock (The Alfred Hitchcock Hour).[17]
- Episodio della serie radiofonica canadese Nightfall, andato in onda l'11 luglio 1980, adattamento del racconto.[18]
- Taveez, serie televisiva horror indiana dei fratelli Ramsay, ha presentato un adattamento del racconto.[18]
- Cortometraggi di Michael Scott e James Henschen (2003) hanno adattato il racconto.[18]
- La serie tv canadese Hai paura del buio? (Are You Afraid of the Dark?) ha presentato un episodio intitolato The Tale of the Twisted Claw, ispirato al racconto.[18]

### Opera
Un adattamento operistico del compositore Jonathan Kupper è stato rappresentato tra il 2009 e il 2011.

## Influenza culturale
Il testo è frequentemente impiegato in corsi di letteratura come esempio di suspense e ironia drammatica, come evidenziato in guide didattiche di editori accademici.
- Pet Sematary (1983), romanzo horror di Stephen King, è dichiaratamente ispirato a La zampa di scimmia.[20]
- La paura fa novanta II (1991), episodio speciale di Halloween della serie animata I Simpson, presenta un segmento intitolato "La zampa di scimmia", parodia diretta del racconto di Jacobs.[21]
- Racconti dalla tomba (1972), film antologico britannico diretto da Freddie Francis, include tra le sue storie Wish You Were Here, un adattamento del racconto di Jacobs.[22]
- The Monkey (2025), film horror diretto da Osgood Perkins, è un adattamento del racconto omonimo di Stephen King, a sua volta ispirato a La zampa di scimmia.[23]